# Académie catholique de Bavière
L'Académie catholique de Bavière est fondée en 1957 en tant que fondation de droit public de l'Église catholique. Les protecteurs de l'académie sont l'archidiocèse de Munich et Freising et de Bamberg, et les évêchés de Augsbourg, Eichstätt, Passau, Ratisbonne et Wurtzbourg.

## Missions
Conformément aux statuts, sa mission est de « clarifier les relations entre l’Église et le monde et de les promouvoir ». L'Académie est l'éditrice de la revue Pour un débat  ainsi que responsable de la publication de Romano Guardini Werke.